# Düdingen
Düdingen (fr. Guin, frp. Dyin) – gmina (fr. commune; niem. Gemeinde) w Szwajcarii, w kantonie Fryburg, w okręgu Sense. 

## Demografia
W Düdingen mieszka 8 300 osób. W 2020 roku 14,5% populacji gminy stanowiły osoby urodzone poza Szwajcarią.

## Transport
Przez teren gminy przebiegają autostrada A12 oraz drogi główne nr 12, nr 177, nr 179 i nr 183. 